# 兰山街道
兰山街道，是中华人民共和国山東省临沂市兰山区下辖的一个乡镇级行政单位。

## 行政区划
兰山街道下辖以下地区：
前十里堡社区、后十里堡社区、后园社区、前西北园社区、西关社区、水田社区、书院社区、北关社区、林庄社区、张家王庄社区、宋家王庄社区、小李家庄社区、曹家王庄社区、兰新社区、通达社区、蒋家王平社区、曹家王平社区、沟上社区、二十里堡社区、角沂社区、杜家朱许社区、北道社区、董家朱许社区、小官路社区、韦屯社区、砚台岭社区、葛家王平社区、娄庄村、田家红埠寺村、赵家红埠寺村、八里屯村、毛家庄村、前韦家屯村、后韦家屯村、前钦宿村、后钦宿村、西张庄村、小岭村、大岭村、刘家朱许村、张家朱许村、北沙埠庄村、密家庄村、南郭庄村、洪沟崖村、庙上村、城后村、小城后村、马埠岭村、前洞门村、后洞门河东村、后洞门河西村、南道村、响河屯村、南沙埠庄村、颜家红埠寺村和叶家红埠寺村。